# Square Saint-Bernard - Saïd-Bouziri
Le square Saint-Bernard - Saïd-Bouziri est un square du 18e arrondissement de Paris.

## Situation et accès
Le square est entouré des rues Saint-Bruno, Saint-Mathieu, Stephenson et Affre ; il est accessible par le 16, rue Affre.
Il est desservi par la ligne 12 à la station Marx Dormoy.

## Origine du nom
Il porte le nom de Saïd Bouziri (1947-2009) qui était un militant des droits humains,.
Il n'y a pas de lien direct avec le Mouvement des sans-papiers à Paris en 1996 (Occupation de l'église Saint-Bernard) mais un lien direct avec le fait qu'il tenait une librairie militante rue Stephenson.

## Historique
Il a été renommé « square Saint-Bernard Saïd-Bouziri » par une décision du Conseil de Paris et inauguré par le maire de Paris Bertrand Delanoë le 23 juin 2012. 